# Timor-Leste nos Jogos Olímpicos de Verão de 2012
Timor-Leste competiu nos Jogos Olímpicos de Verão de 2012 que foram realizados em Londres, Reino Unido, entre 27 de Julho e 12 de Agosto de 2012.
O país foi representado por 2 atletas que disputaram provas do atletismo.

## Atletismo
Masculino
| Atleta               | Evento   | Largada   | Largada | Quartos-de-final | Quartos-de-final | Meias-finais | Meias-finais | Final     | Final |
| Atleta               | Evento   | Resultado | Pos.    | Resultado        | Pos.             | Resultado    | Pos.         | Resultado | Pos.  |
| -------------------- | -------- | --------- | ------- | ---------------- | ---------------- | ------------ | ------------ | --------- | ----- |
| Augusto Ramos Soares | Maratona | —         | —       | —                | —                | —            | —            |           |       |

Feminino
| Atleta             | Evento   | Largada   | Largada | Quartos-de-final | Quartos-de-final | Meias-finais | Meias-finais | Final     | Final |
| Atleta             | Evento   | Resultado | Pos.    | Resultado        | Pos.             | Resultado    | Pos.         | Resultado | Pos.  |
| ------------------ | -------- | --------- | ------- | ---------------- | ---------------- | ------------ | ------------ | --------- | ----- |
| Juventina Napoleão | Maratona | —         | —       | —                | —                | —            | —            |           |       |